# SN 1997aa
SN 1997aa – supernowa typu II odkryta 1 marca 1997 roku w galaktyce IC2102. W momencie odkrycia miała maksymalną jasność 17,00m.